# Barrage de Bujagali
Le barrage de Bujagali est un barrage situé en Ouganda sur le Nil blanc. Sa construction a démarré en 2007 et s'est achevée en 2012. Il a eu un coût de 900 millions de dollars. Il a été financé par plusieurs banques de développement. Il a une capacité hydroélectrique de 250 MW. Il a été inauguré par Yoweri Museveni.